# استانیسلاف اسونتک
استانیسلاف اسونتک (چکی: Stanislav Sventek; ۹ نوامبر ۱۹۳۰ – ۱۲ اکتبر ۱۹۹۸) بازیکن هاکی روی یخ اهل چکسلواکی بود.